# Ducati 1098 R

Modelo Ducati 1098 R.

La Ducati 1098 R es una motocicleta deportiva producida por el fabricante italiano Ducati desde 2005.

## Características

### Motor
El motor que incorpora la 1098 R es de 4 tiempos Desmosedici, de 2 cilindros Testastretta, 8 válvulas, y 1198 c.c. Desarrolla 180 CV a 10 mil rpm. La relación de compresión es de 12,8:1. El par máximo es de 134 Nm (13,4 kg) a 7750 rpm.

### Otras características
- La motocicleta está homologada para circular por carretera.

- El peso de la motocicleta en seco es de 165 kg.

- El chasís es multitubular ALS 450, hecho por la misma marca, e incorpora un basculante monobrazo. Ambas partes son fabricadas completamente en aluminio.

- El arranque se ejecuta eléctricamente.

- La caja de cambios es de 6 velocidades.

- La transmisión primaria se realiza con engranajes de dientes rectos, y su relación de compresión es de 1,84:1.

- La transmisión final se realiza por cadena, de tipo piñón 15, corona 38.

- Las suspensiones son de tipo Öhlins, e incorporan amortiguadores de tipo TTXR, que le permiten al piloto variar su altura en movimiento. Adelante, incorpora una horquilla invertida de 43 mm, multiajustable, con ángulo de 24,30.

- Los frenos son de marca Brembo.

- Los neumáticos son de diferente talla.

- La refrigeración es líquida.

- La inyección es electrónica, de tipo Marelli, con cuerpo de mariposa ovalado.

- El sistema de escape está formado por 2 escapes incorporados en una unidad, con catalizador, sonda lambda, y 2 silenciadores fabricados en acero inoxidable.

- El embrague es de tipo multidisco en seco con mando hidráulico.

- El depósito de gasolina es de 15,5 litros, 4 de estos son de reserva.

### Precio
El precio de la 1098 R está alrededor de 40 mil euros, lo que la convierte en una de las motocicletas de serie más costosas del mundo.